# أنواع الهطول
أنواع الهطول هي الأشكال المختلفة للهطول على الأرض.
تصنف أنواع الهطول في علم الأرصاد الجوية حسب حالة الهطول التي تسقط إلى مستوى سطح الأرض، هناك ثلاث طرق مختلفة يمكن أن تسبب الهطول : الهطول التواصلي و الهطول الطبقي والهطول التضاريسي .
يمكن أن يكون الهطول في حالة سائلة أو صلبة أو مزيج بينهما، تتضمن الحالة السائلة من الهطول عدة أشكال منها : الأمطار والرذاذ، تتضمن الحالة الصلبة الأشكال المتجمدة من الهطول مثل الثلوج والبرد والجليد ومزيج من الأمطار والثلوج، تصنف كثافة الهطول إما حسب معدل السقوط ويعبر عنه في وحدة عمق/زمن أو معدل تقييد الرؤية.

## المطر الجبهي
هو المطر الذي يهطل أثناء مرور منخفض جوي جبهي، ومعظم الأمطار الشتوية التي تهطل في العروض الوسطى ذات طبيعة جبهية، إذ ينجم عن صعود الهواء الحار فوق الهواء البارد تشكل غيوم مختلفة وهطول أمطار تختلف غزارتها باختلاف قوة الصعود الهوائية المتعلقة هي أيضاً بسرعة تقدم كل من الجبهة الحارة وهو القطاع الحار، بالنسة لأمطار الجبهة الحارة، وقوة اندساس الهواء البارد تحت الهواء الحار بالنسبة للجبهة الباردة.

## معرض صور

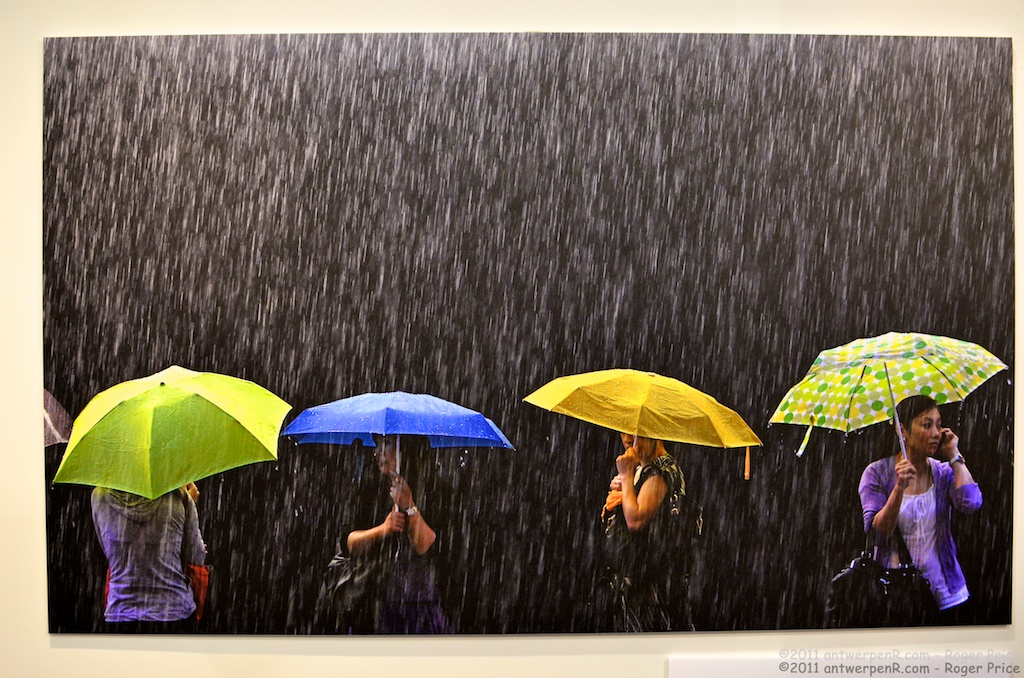
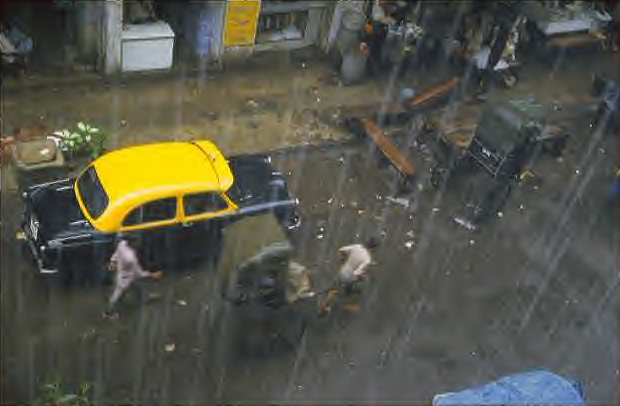
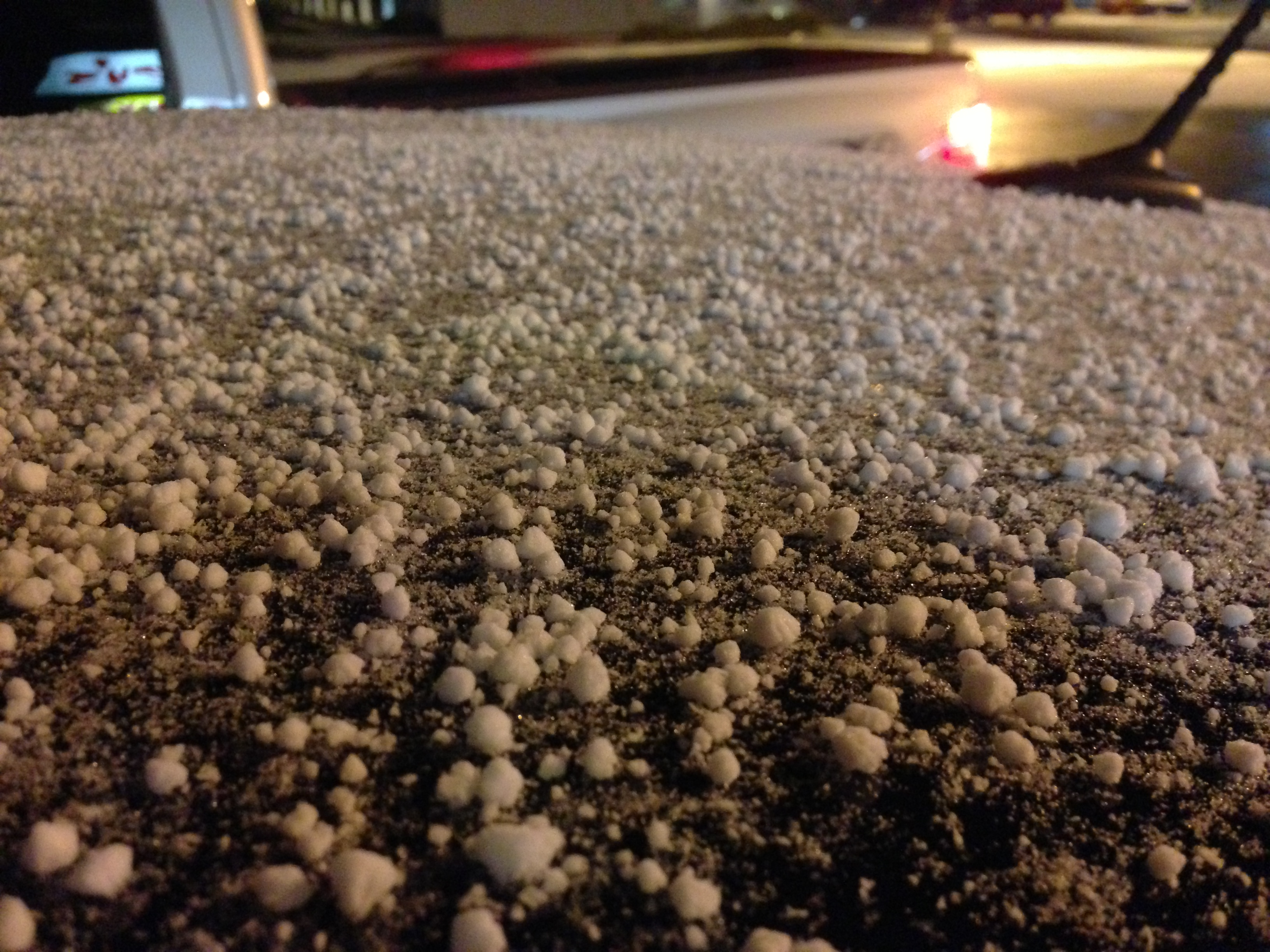

## الحالات
الهطول يحدث في أشكال أو حالات عديدة، ويمكن تقسيمها إلى :

### الهطول السائل
1- الأمطار
2- الرذاذ
3- الضباب المتكتثف على الخضار (يتساقط بالتقطير على التربة) .

#### الهطول شبه المتجمد
1- الرذاذ المتجمد
2- الأمطارالمتجمدة
3- خليط من الأمطار والثلوج

##### الهطول المتجمد
1- الثلج بأشكاله
2- البرد
3- كريات الجليد
4- الصقيع

## الآليات
يحدث هطول الأمطار عندما يصبح الهواء مشبعاً ببخار المياه ولا يعد يستطيع أن يحمله على شكل بخار، يحدث الهطول عندما يبرد الهواء الرطب بسبب ارتفاع الهواء خلال الغلاف الجوي عادة اً ومن الممكن أن يبرد الهواء دون تغيير في الارتفاع على سبيل المثال : من خلال التبريد الإشعاعي أو ملامسته للأرض أو التضاريس الباردة.
هناك عدة آليات للتساقط منها :

### 1- التواصلية
يحدث الهطول التواصلي عندما يرتفع الهواء المحمل ببخار الماء عمودياً مبتعداً عن أشعة الشمس المنعكسة من سطح الأرض حتى تنخفض درجة الحرارة فيحدث تكثيف للبخار مسبباً الهطول أو عندما يصبح سطح الأرض داخل جو غير مستقر أو جو رطب حيث يسخن سطح الأرض أكثر من محيطه مما يؤدي إلى التبخر بكميات كبيرة، يحدث الهطول التضاريسي من الغيوم الحمضية ,
تتغير الكثافة في الهطول التواصلي بشكل سريع، يسقط الهطول التضاريسي على منطقة معينة ولفترة زمنية قصيرة نسبياَ حيث أن السحب الحمضية لها مدى أفقي محدود، معظم هطول الأمطارالذي يحدث في المناطق الاستوائية هو تضاريسي.

#### 2- أعاصيرية
يحدث التساقط الأعاصيري بسبب وجود الأعاصير والمنخفضات الجوية وينقسم إلى : التساقط الجبهوي والتساقط غير الجبهوي، يقسم التساقط الجبهوي إلى : جبهات دافئة وجبهات باردة .
يحدث التساقط الجبهي بسبب تصادم تياريين هوائيين أحدهما بارد والآخر ساخن فيعمل التيار البارد على خفض درجة حرارة الهواء الساخن المحمل ببخار الماء فتحدث عملية التكثيف والهطول عند حافة التصادم، يحدث التساقط الجبهوي عادة اً من السحب النيمبوستراتية، يمكن أن يحسن الهطول الأعاصيري درجة الحرارة واختلاف الرطوبة، حيث أن التساقط الجبهوي يسبب تغييرات مفاجئة في درجة الحرارة، وفي الرطوبة والضغط في الهواء على مستوى الأرض.
تحدث الجبهات الدافئة عند هبوب تيار هواء ساخن على كتلة هوائية باردة فيرتفع الهواء الساخن أعلى الكتلة الهوائية الباردة مسبباً سقوط الأمطار، تتبع الجبهات الدافئة زخات من الأمطار الخفيفة والرذاذ، لأنه بعد ارتفاع الهواء الدافئ فوق الهواء البارد (الذي يبقى على الأرض)، فإنه يبرد تدريجياً وليس بشكل مفاجئ .
تحدث الجبهات الباردة عند هبوب تيار هواء بار على تيار هواء ساخن فيعمل على تفكك ورفع الهواء الساخن لأعلى و عند حافة التصادم يتم تبريد الهواء الساخن مسبباً تكاثف البخار. تفكك كتلة من الهواء البارد كتلة من الهواء الدافئ، مدة المطر في الجبهات الباردة أقصر من تلك التي تحدث في الجبهات الدافئة وعموماً الأمطار أكثر كثافة.

##### 3- تضاريسية
يحدث الهطول التضاريسي عندما تدفع الرياح كتل هواء محملة ببخار الماء فتصطدم مع سلسلة تضاريس مرتفعة مثل الجبال الكبيرة فتعمل على توجيه الهواء لأعلى فتنخفض درجة حرارته وتحدث عملية التكثيف .